# یواس‌اس چیپر (اس‌پی-۱۰۴۹)
یواس‌اس چیپر (اس‌پی-۱۰۴۹) (به انگلیسی: USS Chipper (SP-1049)) یک کشتی بود که طول آن ۵۶ فوت (۱۷ متر) بود. این کشتی در سال ۱۹۰۹ ساخته شد.